# Hot Milk (manga)
Pour les articles homonymes, voir Hot Milk.
Hot Milk est un manga en 2 volumes de Kenji Nagatomo.

## Histoire
Saruno est un garde du corps qui est en manque de travail. Il va être contacté par le président de la plus grande entreprise nationale. Celui-ci veut l'engager pour un contrat d'un an pour protéger sa petite-fille, Meruo (ou  Milk). Même si elle n'est pas directement en danger, elle passe son temps à vouloir aider les autres, ce qui la met régulièrement dans des situations où Saruno doit intervenir.

## Personnages

### Saruno Fumioshi
Ancien membre d'une compagnie de sécurité, il a ouvert sa propre société de garde du corps. Plutôt bagarreur, il est consciencieux dans son travail du moment que c'est bien payé.

### Meruo Kitajima
Lycéenne très sportive, elle est la petite-fille d'un puissant homme d'affaires et donc "fille de riche". Elle passe son temps libre à aider les gens dans le besoin. Elle est toujours de bonne humeur et fonce souvent tête baissée pour secourir les personnes qui en ont besoin. Elle se retrouve donc souvent dans le pétrin d'où Saruno doit la sortir à plusieurs reprises.

### Hitomi Kitajima
Grand-père de Milk, il est à la tête de Kitajima corporation, très grande entreprise financière, et a des relations ministérielles. Des rumeurs circulent également sur ce qui arrive aux personnes qui osent le défier.

## Liste des chapitres
Tome 1
1. Sprinter Venice
2. L'ange incontrolâble
3. C'est terrifiant
4. L'homme diable Z
5. Ca ne vaut pas le coup d'être un homme
6. Campus Paradis
7. Suce, suce, et après recrache
8. Désolé
9. Chapitre spécial

Tome 2
1. Problème
2. Sakura
3. Décidons qui gagne !
4. Allons-y supérette !
5. ... juste comme ça !
6. Ca faisait longtemps !
7. Bon amis
8. Cadeau
9. Retour du cadeau
10. Dernier chapitre (FIN)
11. Omake

## Sources
« Fiche Hot Milk », sur Fun-Center (consulté le 18 janvier 2010)

« Fiche Hot Milk », sur Anime-Kun (consulté le 18 janvier 2010)

« Fiche Hot Milk », sur Onemanga (consulté le 18 janvier 2010)

« Fiche Hot Milk », sur Anime-Kun (consulté le 18 janvier 2010)

« Fiche Hot Milk », sur Animenewsnetwork (consulté le 18 janvier 2010)

« Fiche Hot Milk », sur Baka-Udpates (consulté le 18 janvier 2010)